# Golden Globe-galan 2015

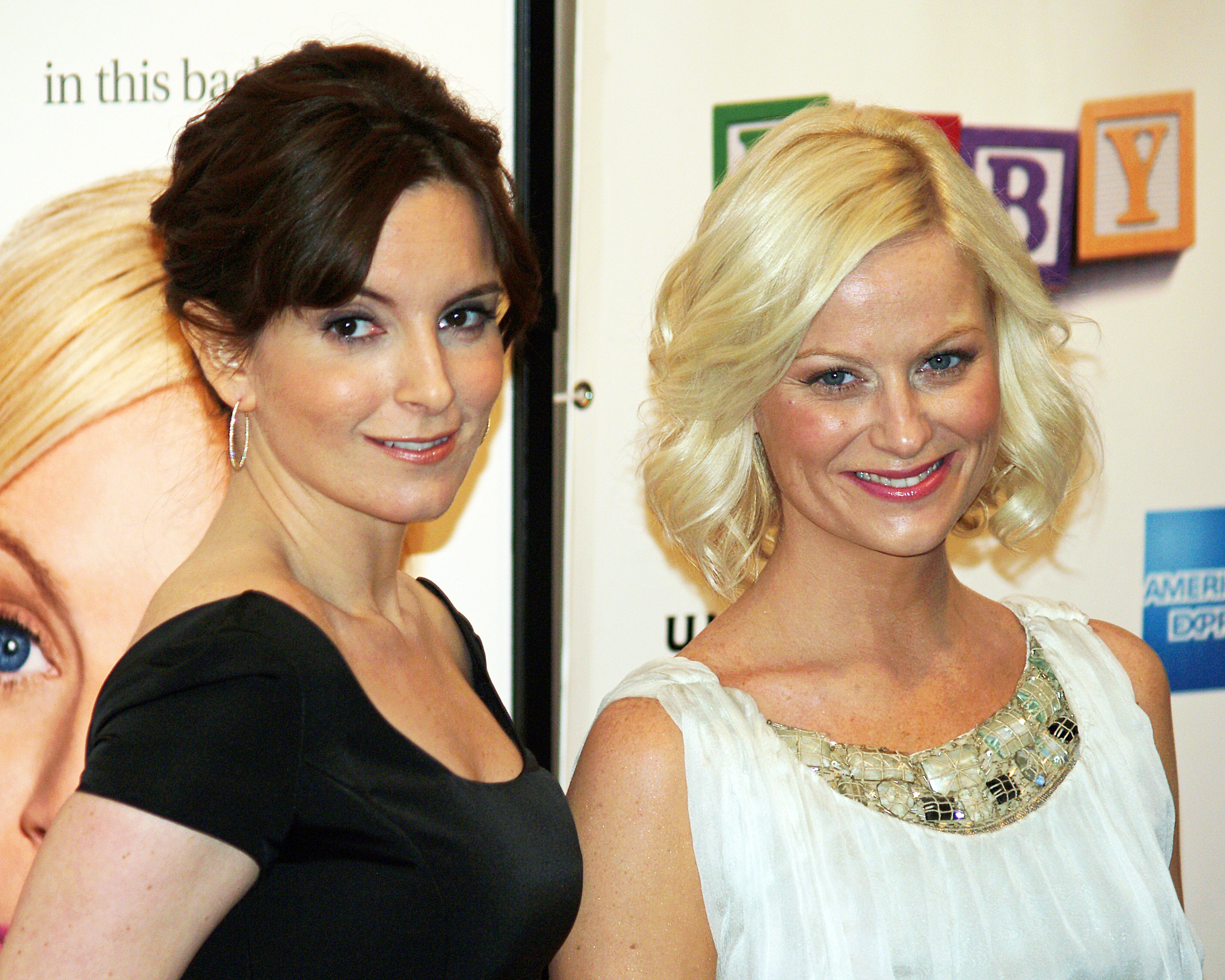
Programledarna Tina Fey och Amy Poehler.

Den 72:a upplagan av Golden Globe Awards, som belönade insatser inom TV och film från 2014, sändes från Beverly Hilton Hotel i Beverly Hills, Kalifornien den 11 januari 2015 av NBC. Tina Fey och Amy Poehler var programledare för tredje gången i rad.

## Vinnare och nominerade

### Filmer
| Bästa film - drama | Bästa film - musikal eller komedi |
| --- | --- |
| - Boyhood - Foxcatcher - The Imitation Game - Selma - The Theory of Everything | - The Grand Budapest Hotel - Birdman - Into the Woods - Pride - St. Vincent |
| Bästa manliga huvudroll - drama | Bästa kvinnliga huvudroll - drama |
| - Eddie Redmayne – The Theory of Everything - Steve Carell – Foxcatcher - Benedict Cumberbatch – The Imitation Game - Jake Gyllenhaal – Nightcrawler - David Oyelowo – Selma                                                                                                 | - Julianne Moore – Still Alice - Jennifer Aniston – Cake - Felicity Jones – The Theory of Everything - Rosamund Pike – Gone Girl - Reese Witherspoon – Wild                                                                            |
| Bästa manliga huvudroll - musikal eller komedi | Bästa kvinnliga huvudroll - musikal eller komedi |
| - Michael Keaton – Birdman - Ralph Fiennes – The Grand Budapest Hotel - Bill Murray – St. Vincent - Joaquin Phoenix – Inherent Vice - Christoph Waltz – Big Eyes | - Amy Adams – Big Eyes - Emily Blunt – Into the Woods - Helen Mirren – 100 steg från Bombay till Paris - Julianne Moore – Maps to the Stars - Quvenzhané Wallis – Annie                                                                |
| Bästa manliga biroll | Bästa kvinnliga biroll |
| - J.K. Simmons – Whiplash - Robert Duvall – The Judge - Ethan Hawke – Boyhood - Edward Norton – Birdman - Mark Ruffalo – Foxcatcher | - Patricia Arquette – Boyhood - Jessica Chastain – A Most Violent Year - Keira Knightley – The Imitation Game - Emma Stone – Birdman - Meryl Streep – Into the Woods                                                                   |
| Bästa regi | Bästa manus |
| - Richard Linklater – Boyhood - Wes Anderson – The Grand Budapest Hotel - Ava DuVernay – Selma - David Fincher – Gone Girl - Alejandro González Iñárritu – Birdman | - Birdman – Alejandro González Iñárritu, Nicolás Giacobone, Alexander Dinelaris och Armando Bo - The Grand Budapest Hotel – Wes Anderson - The Imitation Game – Graham Moore - Gone Girl – Gillian Flynn - Boyhood – Richard Linklater |
| Bästa sång | Bästa musik |
| - "Glory" (John Legend och Common) – Selma - "Yellow Flicker Beat" (Lorde) – The Hunger Games: Mockingjay - Part 1 - "Opportunity" (Greg Kurstin, Sia Furler och Will Gluck) – Annie - "Mercy Is" (Lenny Kaye och Patti Smith) – Noah - "Big Eyes" (Lana Del Rey) – Big Eyes | - The Theory of Everything – Jóhann Jóhannsson - Interstellar – Hans Zimmer - Birdman – Antonio Sanchez - Gone Girl – Trent Reznor och Atticus Ross - The Imitation Game – Alexandre Desplat                                           |
| Bästa animerade film | Bästa utländska film |
| - Draktränaren 2 - Lego filmen - Big Hero 6 - The Boxtrolls - Manolos magiska resa | - Leviatan (Ryssland) - Turist (Sverige) - Rättegången – Amsalem vs. Amsalem (Israel) - Ida (Polen/Danmark) - Mandarinodlaren (Estland)                                                                                                |

### Filmer med flera nomineringar
- 7 nomineringar: Birdman
- 5 nomineringar: Boyhood, The Imitation Game
- 4 nomineringar: Gone Girl, Selma, The Grand Budapest Hotel, The Theory of Everything
- 3 nomineringar: Big Eyes, Foxcatcher, Into the Woods
- 2 nomineringar: Annie, St. Vincent

### Filmer med flera vinster
- 3 vinster: Boyhood
- 2 vinster: The Theory of Everything, Birdman

### Television
| Bästa TV-serie - drama | Bästa TV-serie - musikal eller komedi |
| --- | --- |
| - The Affair - Game of Thrones - House of Cards - The Good Wife - Downton Abbey                                                                                   | - Transparent - Jane the Virgin - Silicon Valley - Orange Is the New Black - Girls                                                                                                  |
| Bästa manliga huvudroll i en TV-serie - drama | Bästa kvinnliga huvudroll i en TV-serie - drama |
| - Kevin Spacey – House of Cards - Clive Owen – The Knick - Dominic West – The Affair - James Spader – The Blacklist - Liev Schreiber – Ray Donovan                | - Ruth Wilson – The Affair - Claire Danes – Homeland - Viola Davis – How to Get Away with Murder - Julianna Margulies – The Good Wife - Robin Wright – House of Cards               |
| Bästa manliga huvudroll i en TV-serie - musikal eller komedi | Bästa kvinnliga huvudroll i en TV-serie - musikal eller komedi |
| - Jeffrey Tambor – Transparent - Louis C.K. – Louie - William H. Macy – Shameless - Ricky Gervais – Derek - Don Cheadle – House of Lies                           | - Gina Rodriguez – Jane the Virgin - Taylor Schilling – Orange Is the New Black - Julia Louis-Dreyfus – Veep - Edie Falco – Nurse Jackie - Lena Dunham – Girls                      |
| Bästa manliga huvudroll i en miniserie eller TV-film | Bästa kvinnliga huvudroll i en miniserie eller TV-film |
| - Billy Bob Thornton – Fargo - Mark Ruffalo – The Normal Heart - Woody Harrelson – True Detective - Matthew McConaughey – True Detective - Martin Freeman – Fargo | - Maggie Gyllenhaal – The Honourable Woman - Allison Tolman – Fargo - Frances O'Connor – The Missing - Frances McDormand – Olive Kitteridge - Jessica Lange – American Horror Story |
| Bästa manliga biroll i en TV-serie, miniserie eller TV-film | Bästa kvinnliga biroll i en TV-serie, miniserie eller TV-film |
| - Matt Bomer – The Normal Heart - Colin Hanks – Fargo - Bill Murray – Olive Kitteridge - Alan Cumming – The Good Wife - Jon Voight – Ray Donovan                  | - Joanne Froggatt – Downton Abbey - Michelle Monaghan – True Detective - Kathy Bates – American Horror Story - Uzo Aduba – Orange Is the New Black - Allison Janney – Mom           |
| Bästa miniserie eller TV-film | |
| - Fargo - The Normal Heart - The Missing - True Detective - Olive Kitteridge                                                                                      | |

### Serier med flera nomineringar
- 5 nomineringar: Fargo
- 4 nomineringar: True Detective
- 3 nomineringar: House of Cards, Olive Kitteridge, Orange Is the New Black, The Affair, The Good Wife, The Normal Heart
- 2 nomineringar: American Horror Story, Downton Abbey, Girls, Jane the Virgin, Ray Donovan, The Missing, Transparent

### Serier med flera vinster
- 2 vinster: The Affair, Transparent, Fargo

### Cecil B. DeMille Award
- George Clooney